# 信宜中学
信宜中学，位于广东省信宜市，是经信宜市教育局批准设立的一所全日制公办普通高级中学。学校位于广东省信宜市市区南面，是信宜市最早创建的县立中学，现为信宜市重点中学，广东省一级学校、广东省文明单位、广东省美丽校园。校园占地630多亩，建筑面积18.3万平方米，校园绿化占地面积近400亩。学校师生员工近9000人，是全省规模最大的高级中学之一。

## 歷史
信宜中学，前身为信宜第一所县立高等小学“中义学堂”，清光绪十八年（1892年）创办于在信宜旧县城镇隆；1916年，改“中义学堂”为信宜第一所中学“信宜县立中学”，为初中阶段教育，四年学制，1925年缩短为三年学制。1941年，增办高中部，1950年，改名为“信宜中学”。
1953年，东江中学、白石尚志中学、水口元启初中、池洞梅丰初中并入，改名为信宜第一中学。
1955年，随信宜县城迁到东镇教育路的信宜农校旧址。1958年11月，信宜、高州两县合并，学校改改名为高州县第二中学；1964年，信宜、高州分县，学校复名为“信宜中学”。
2003年4月，迁入信宜教育城新校区，初中部分出，改为“信宜教育城初中”。
2006年4月，信宜中学通过了广东省国家级示范性高中初步督导验收，于2007年6月正式成为国家级示范性高中。